# Joseph Apesteguy
Joseph Apesteguy apodado Txikito de Cambo fue un jugador francés de pelota vasca nacido en Cambo-les-Bains (Bajos Pirineos, Francia) el 10 de mayo de 1881 y muerto en 1950 en Guéthary.
- Datos: Q3184526
- Multimedia: Joseph Apesteguy / Q3184526